# Escriptor

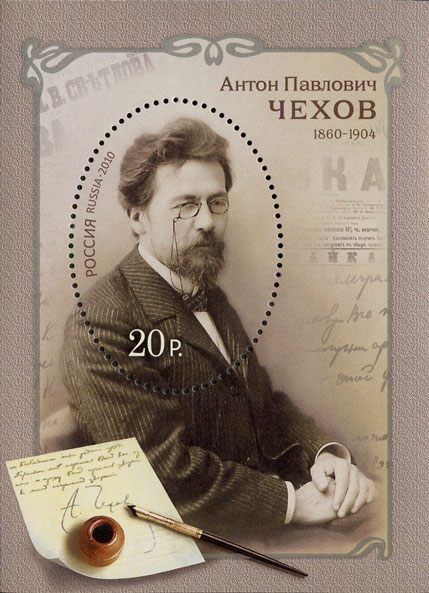
Segell commemoratiu d'Anton Txèkhov

Un escriptor o escriptora és una persona que es dedica a la composició literària. De forma àmplia, un escriptor és una persona que escriu texts en qualsevol tipus de document, un autor d'obres escrites o impreses que usa l'escriptura per difondre les seves idees o les d'altri. Des de l'alfabetització (Vegeu també: Didàctica de l'escriptura i Taller d'escriptura), es pot considerar qualsevol persona com un escriptor, però el terme sol restringir-se als que desenvolupen una activitat professional amb aquesta activitat (ofici).
De tota manera, no cal adoptar un punt de vista mercantilista: qualsevol que desitgi ser-ho pot convertir-se en escriptor malgrat que el seu treball no arribi a publicar-se sota cap format. Algunes de les innombrables formes en què un escriptor pot exercitar-se com a tal són text teatral (dramaturg), poesia (poeta), prosa, assaig, periodisme, guió (guionista), o qualsevol dels gèneres literaris existents.